# Kaba (volcan)
Pour les articles homonymes, voir Kaba.
Le Kaba est un stratovolcan d'Indonésie situé sur l'île de Sumatra. Il culmine à 1 952 mètres d'altitude. Il s'agit du volcan « jumeau » du Hitam et fait partie de la chaîne volcanique des Bukit Barisan.
Son sommet possède trois cratères : le Kaba Baru, le Kaba Lama et le Kaba Vogelsang.